# Herb Szepietowa
Herb Szepietowa – jeden z symboli miasta Szepietowo i gminy Szepietowo w postaci herbu.

## Wygląd i symbolika
Herb przedstawia na błękitnej tarczy herbowej czarnego kruka z uniesionymi skrzydłami, skierowanego w prawo, trzymającego złotą toczenicę w dziobie, stojącego na srebrnej szabli husarskiej w pas. Szabla skierowana złotą rękojeścią w prawo. Pod szablą złoty kłos w słup.
- Kruk nawiązuje do herbu szlacheckiego Ślepowron, którym pieczętowały się rodziny Wojnów, Szepietowskich i Pułaskich, zamieszkujące w przeszłości gminę
- Szabla odnosi się do postaci Józefa Pułaskiego, konfederata barskiego, właściciela wsi Pułazie
- Kłos wskazuje na rolniczy charakter gminy

## Historia
Herb został ustanowiony 12 listopada 2007 przez Radę Gminy Szepietowo.